# 黑箱：性暴力受害者的真實告白
《黑箱：性暴力受害者的真實告白》（Black Box），日本作家伊藤詩織（いとう しおり）所撰寫，出版於2017年10月。
伊藤為喚醒社會大眾對於性暴力的意識，更為控訴日本社會在處理性暴力的冷漠應對，於2017年以本名出版了這本事件紀錄。
回首痛苦記憶將只有當事人知曉的密室對話，及她在提出性侵被害與起訴狀後所遇到的司法及媒體高牆，全都記述在本書中。
|  | 每個地方都有Black Box，性侵受害者勇敢道出自己的經歷，只為停止這種最沉默的傷害。 |

## 內容概述
日本TBS電視臺記者伊藤詩織，被同業前輩山口敬之假借工作名義下藥性侵，當她好不容易提起勇氣提告，司法審查和社會大眾對強暴被害者的不友善，卻帶給她又一次的傷害。 
|  | 即使是小蝦米對上大鯨魚，也要奮力一搏，尋求真實與正義。受害者不可恥，該撻伐的是傷害的加諸者，性暴力，必須被終結。 |

在承受巨大精神壓力的同時，她意圖向大眾傳達強暴受害者在權力傲慢的壓迫下，還得面對法律及社會體制的不足──也就是「黑箱」──的殘酷真相。
在某篇報導中伊藤提及：
|  | 「黑箱」是自己在報警、維權時經常聽別人提到的一個關鍵字。由於自己所控訴的性侵行為發生在僅有兩人的密室中，自己對事發時的記憶模糊，外界無法窺探內部情況，很難證明事情是在違背自己意願的情況下發生的。此外，警方、檢察機構的辦事程式對公眾來說也是個「黑箱」，透明性不足。 |

一起不可饒恕的性侵案，就此變成了密室事件，尋求正義的過程，面對的是一個個開啟不了的黑箱，真相就此被封閉。

## 社會影響
2016 年，檢察官判定證據不足不起訴。山口敬之未受到任何懲處，仍繼續在原職位工作、寫專欄、上節目。
2017 年5月27號，伊藤決定現身、露面指控，《紐約時報》東京分社長 Motoko Rich 針對此案展開長達六個月的調查。在同一時間，歐美捲起女性反性騷擾、反性侵的 #METOO 運動，伊藤成為日本 #METOO 代表人物，還上了紐約時報。伊藤希望透過 #MeToo運動，打造一個能談論性暴力的社會環境，而這個運動能讓大家能團結起來實現該目標。
2017 年 6 月 8 日，在巨大的社會壓力下，日本眾議院通過法案，決議修改自 1907 年以來未曾更動的性侵法律。該法案內容將「強姦罪」改名為「強制性交罪」，加重刑責。
2017年10月，伊藤根據自己的遭遇出版成書《Black Box》，鼓勵受害者站出來為自己發聲。

## 版本
| 出版社       | 書名                         | 出版地   | 譯者                              | 出版日期       | 書籍編碼（ISBN）   | 來源   |
| ------------ | ---------------------------- | -------- | --------------------------------- | -------------- | ------------------ | ------ |
| 文藝春秋     | Black Box                    | 日本     | 不適用                            | 2017年10月20日 | ISBN 9784163907826 | [ 6 ]  |
| MIMESIS（미메시스）  |                              | 韓國     |                                   | 2018年5月25日  | ISBN 9791155351253 | [ 7 ]  |
| 高寶出版     | 黑箱：性暴力受害者的真實告白 | 台灣     | 高秋雅                            | 2019年3月6日   | ISBN 9789863616528 | [ 8 ]  |
| 中信出版集團 | 黑箱：日本之恥               | 中國大陸 | 匡匡                              | 2019年4月      | ISBN 9787521702224 | [ 9 ]  |
| PICQUIER     |                              | 法國     | Jean-Christophe Helary Aline Koza | 2019年4月4日   | ISBN 9782809714180 | [ 10 ] |
|              | Black Box                    | 瑞典     | Vibeke Emond                      | 2019年9月23日  | ISBN 9789198524611 | [ 11 ] |

## 獲獎
本書於2018年獲得「第七回自由報導協會賞 — 銀賞」

## 外部連結
- 官方网站 （日語）
- 台灣官方網站 （页面存档备份，存于）